# گل‌کوب سینه‌شعله‌ای

گل‌کوب سینه‌شعله‌ای

گل‌کوب سینه‌شعله‌ای (نام علمی: Dicaeum erythrothorax) نام یک گونه از سرده گل‌کوب‌های اصلی است.